# Else Heuwold
Else Heuwold (* 22. Juni 1881 in Halberstadt; † nach 1948) war eine deutsche Politikerin (DDP).

## Leben
Else Heuwold war die Tochter des Eisenbahners Otto Heuwold.  
1903 schrieb sie sich am Leipziger Konservatorium ein. Dort studierte sie bei Emil Paul (Theorie und Gesang), Oscar Noë (Gesang) und Carl Friedrich von Bose (Klavier). Ihren Abschluss machte sie 1906.
Heuwold war Gesangslehrerin in Greiz und wurde Mitglied der Deutschen Demokratischen Partei (DDP). Sie wirkte von 1922 bis 1923 im auf das ehemalige Reuß-Greiz verkleinerten Landtag des Volksstaats Reuß. Nachdem der Abgeordnete Ernst Jahn verzogen war, wurde in der Nachwahl am 23. Juni 1922 Generaldirektor Carl Baumgärtel aus Zeulenroda gewählt. Da er die Wahl nicht angenommen hatte, bestimmte der Wahlausschuss am 29. Juni 1922 Heuwold zur Nachfolgerin. 
In den Landtagen des Landes Thüringen, in dem der Volksstaat Reuß aufging, hatte Heuwold kein Mandat.

## Werke
- Eine Waldnacht. Märchenspiel. Nebst Sylvia Heuwold: Bunte Blume. Ein Kinderspiel im Herbst. Arwed Strauch, Leipzig [1921].[3]